# Monocoila parva
Monocoila parva är en stekelart som beskrevs av Per Abraham Roman 1915. Monocoila parva ingår i släktet Monocoila och familjen bracksteklar. Inga underarter finns listade i Catalogue of Life.